# Lubuń (przystanek kolejowy)
Lubuń – zlikwidowany przystanek osobowy w Lubuniu, w województwie pomorskim, w Polsce. Przystanek znajdował się przy nieczynnej linii kolejowej ze Słupska do Budowa.